# Artur Bernardes
Dit overzicht is mogelijk incompleet; u kunt helpen door het uit te breiden.
Artur da Silva Bernardes (Viçosa (Minas Gerais), 8 augustus 1875 - Rio de Janeiro, 23 maart 1955) was een Braziliaans politicus en president tussen 1922 en 1926. Eerder was hij tweemaal federaal volksvertegenwoordiger (1909-1911 en 1915-1918) en gouverneur van Minas Gerais tussen 1918 en 1922. Zijn regeerperiode wordt gekenmerkt door een militaire opstand. Na zijn presidentschap zetelde hij in de Senaat (1927-1930) om nadien terug te keren naar het Huis van Afgevaardigden.
Deodoro da Fonseca ·
Peixoto ·
Morais ·
Campos Sales ·
Alves ·
Pena ·
Peçanha ·
Fonseca ·
Brás ·
Alves ·
Moreira ·
Pessoa ·
Bernardes ·
Luís ·
Prestes ·
(Junta van 1930) ·
Vargas ·
Linhares ·
Gaspar Dutra ·
Vargas ·
Café Filho ·
Luz ·
Ramos ·
Kubitschek ·
Quadros ·
Ranieri Mazzilli ·
Goulart ·
Ranieri Mazzilli ·
Castelo Branco ·
Costa e Silva ·
(Junta van 1969) ·
Garrastazu Médici ·
Geisel ·
Figueiredo ·
Neves ·
Sarney ·
Collor ·
Franco ·
Cardoso ·
Lula da Silva ·
Rousseff ·
Temer ·
Bolsonaro ·
Lula da Silva
- Bibliothèque nationale de France: cb12077013x (data)
- Gemeinsame Normdatei: 1028376936
- International Standard Name Identifier: 0000 0000 6305 8825
- Library of Congress Control Number: n81144123
- Nederlandse Thesaurus van Auteursnamen: 345406273
- Système universitaire de documentation: 083364536
- Trove: 1070331
- Virtual International Authority File: 64030469
- WorldCat: E39PBJhMj4VgVpMJvm7FqxYkjC